# Pavel Filip
Pavel Filip (Pănășești, 10 de abril de 1966) es un político moldavo. Ostentó el cargo de primer ministro de Moldavia desde el 20 de enero de 2016 hasta el 8 de junio de 2019. Anteriormente ejerció como ministro de Tecnologías de Información y Comunicaciones desde 2011 hasta enero de 2016. Es miembro del Partido Democrático de Moldavia y está afiliado en la Alianza por la Integración Europea III.